# Seznam bosansko-hercegovskih filmskih režiserjev
Seznam bosansko-hercegovskih filmskih režiserjev.

## B
- Maja Bajević
- Vladimir Balvanović
- Senad Bašić (tudi igralec)
- Alma Bećirović
- Aida Begić-Zubčević
- Jan Beran
- Eduard Bogdanić (snemalec)
- V. Bulajić

## D
- Jasmin Dizdar
- Nenad Dizdarević
- Boro Drašković (bos.-srbski)
- Alen Drljević
- Jasmin Duraković

## Č
- Bahrudin (Bato) Čengić (1931-2007)

## D
- S. Delić
- B. Drašković
- Alen Drljević

## Đ
- Branko Đurić

## F
- Mehmed Fehimović
- Benjamin Filipović (1962–2006)
- V. Filipović
- Ivan Fogl

## G
- Gradimir Gojer (gledališki)

## H
- Fadil Hadžić (bosanskohercegovsko-hrvaški)
- F. Hanžeković
- Tarik Hodžić

## I
- Mirza Idrizović
- Adi Ahmet Imamović
- Ahmed Imamović

## J
- Toma Janić
- Elmir Jukić

## K
- Namik Kabil
- Emir Kapetanović
- Ademir Kenović
- Dane Komljen (bosansko-srbski)
- Boško Kosanović
- Milutin Kosovac
- Hajrudin Krvavac
- Sulejman Kupusović
- Emir Kusturica (bosansko-srbski)

## L
- Zlatko Lavanić
- Juraj Lerotić
- Josip Lešić
- Faruk Lončarević

## M
- Pjer Majhrovski (1924-1982)
- Slobodan Maksimović
- Miroslav Mandić
- Suad Mrkonjić
- Dino Mustafić
- Mustafa Mustafić (snemalec)
- Midhat Mutapčić (1923-1974)

## N
- Antonio Nuić (bosansko-hrvaški)

## P
- Haris Pašović (gledališki)
- N. Popović
- Zlatko Pranjić

## R
- Ivan Ramadan
- Ž. Ristić

## S
- Ena Sendijarević
- Adnan Softić
- Faruk Sokolović
- Hana Sokolović?
- Selma Spahić (gledališka)
- Boro Stjepanović

## Š
- Gojko Šipovac
- Milenko Štrbac?

## T
- Tadić
- Bakir Tanović
- Danis Tanović
- Ines Tanović
- Vladimir Tomić
- Dinko Tucaković

## V
- S. Vorkapić
- Srđan Vuletić

## Ž
- Pjer Žalica
- Jasmila Žbanić